# Theodor W. Hänsch
Theodor Wolfgang Hänsch (Heidelberg, Alemania, 30 de octubre de 1941) es un físico alemán. 
Compartió una mitad del Premio Nobel de Física en 2005 con John L. Hall, por sus contribuciones en el desarrollo de la espectroscopia basada en el láser. La otra mitad del premio fue para Roy J. Glauber.
Uno de sus estudiantes, Carl E. Wieman, recibió el Premio Nobel de Física en 2001.
Estudió física en la Universidad de Heidelberg, donde hizo su doctorado en 1969. Se fue a realizar estudios posdoctorales en los Estados Unidos, y fue profesor de física en la Universidad de Stanford de 1975 a 1986. Desde 1986 ha sido Director en el Instituto Max Planck de Óptica Cuántica y profesor de Física Experimental en la Universidad Ludwig Maximilians de Múnich. Sus principales campos de investigación son las de alta precisión láser de espectroscopia de hidrógeno y elementos similares y la investigación de los gases cuánticos ultrafríos.
Hänsch ha recibido numerosos premios científicos. Entre otros fue galardonado con el Premio Gottfried Wilhelm Leibniz de la Comunidad Alemana de Investigaciones en 1988. Dos veces —en 1998 y 2000— recibió el famoso Premio de Investigación Philip Morris. En 2006 le confieren la Große Bundesverdienstkreuz mit Stern (Gran Cruz del Mérito con Estrella) de la República Federal de Alemania. En 2005 fue galardonado con el Premio Nobel de Física en el marco experimentos de alta precisión de espectroscopia láser.